# Bevagna
Bevagna (latin: Mevania) är en kommun i provinsen Perugia, i regionen Umbrien i Italien.  Kommunen hade 4 955 invånare (2018) och gränsar till kommunerna Cannara, Foligno, Gualdo Cattaneo, Montefalco samt Spello.